# 大阪偕星学園高等学校
大阪偕星学園高等学校（おおさかかいせいがくえんこうとうがっこう,英: Osaka Kaisei Gakuen High School）は、大阪府大阪市生野区にある私立高等学校。

## 概要
旧制此花商業学校として1929年に創立。学制改革によって新制商業高等学校として発足したが、その後普通科単科の高等学校に改編され、進学指導やスポーツに力を入れている。生徒一人一人の夢と個性に応じた教育を行うことを謳っている。
男子校として出発したが、1995年に男女共学が実施された。

## 沿革
- 1929年4月1日 - 此花商業学校として、大阪市東淀川区長柄中通3丁目（現在の大阪市北区長柄中）で開校。
- 1945年
  - 3月 - 日立造船が校舎を買収、同社「大淀工場」として操業開始[1]。
  - 4月1日 - 戦時措置により校名を此花工業学校と改称。
  - 9月1日 - 校舎の戦時転用により、大阪市西区の堀江国民学校（戦災による校区被害のため当時休校中）の仮校舎へ移転。校名を此花商業学校に復す。
- 1949年
  - 3月22日 - 大阪市生野区北生野町2丁目（現在地）に移転。
  - 4月1日 - 学制改革に伴い此花商業高等学校として設置。
- 1951年1月 - 旧校舎敷地にあった日立造船大淀工場が、日立ミシン株式会社へ譲渡される[1]。
- 1960年 - 普通科を新設。
- 1973年 - 此花学院高等学校に改称。
- 1991年 - 商業科を募集停止。
- 1995年 - 一部コースで女子生徒の募集を開始、男女共学化。
- 2004年 - 全コースで男女共学化を実施。
- 2011年12月 - 大阪府私立学校審議会、定時制課程の廃止認可[2]。
- 2013年4月1日 - 校名を大阪偕星学園高等学校に改称。
- 2016年4月1日 - 法人名を偕星学園に改称。
- 2018年3月22日 - eラーニング対応型教室を備えた「すばる館」が竣工。
- 2019年 - 第一体育館が竣工。

## 部活動
硬式野球部
2011年1月に山本晳が監督就任以後、徐々に府内を勝ち上がり始める。
2015年の夏は姫野優也らを擁し、前回大会優勝の大阪桐蔭に準々決勝で勝利。決勝では大体大浪商を破り、第97回全国高等学校野球選手権大会へ甲子園初出場した。大阪桐蔭を破った際は、高校のホームページにアクセスが集中してサーバーダウンする事態となった。
- 1回戦では、滋賀代表の比叡山高校と対戦。延長戦の末、7対3で勝利。
- 2回戦では、福岡代表の九州国際大付属と対戦。9対10で敗退。

しかし、山本は2021年3月で依願退職する。後に監督在任中の2020年に「Go To トラベル」の給付金を不正受給した詐欺事件を起こしていたことが発覚し、山本や同校野球部元コーチら3人が逮捕された。2022年11月17日、山本が懲役1年6カ月執行猶予3年の判決を言い渡された。
2022年1月からはPL学園高等学校野球部OBで元プロ野球選手の岩田徹が監督に就く。その後の部内の不祥事等により、2023年8月に退任。
運動部
- 男子サッカー部★
- 女子サッカー部★
- バドミントン部★
- 女子バレーボール部★
- ハンドボール部★
- 硬式野球部★ - 夏 1回出場
- 柔道部★
- ソフトボール部★
- CSC
- 空手道部
- 自転車競技部
- 男子バスケットボール部
- 女子バスケットボール部
- テニス部
- 卓球部
- 陸上競技部
- 水泳部
- ダンス部
- 剣道部

文化部
- キムチ部
- 軽音楽部
- PC情報部
- 科学部
- 写真部
- 書道部
- 音楽部
- ESS部
- 鉄道研究同好会
- アニメ部
- クッキング同好会
- かるた同好会
- 映画研究会
- 数学研究会
- 文芸同好会
- ボランティア同好会
- 歴史研究同好会
- 演劇同好会

★は強化指定部

## 交通
- JR西日本（大阪環状線）
  - 桃谷駅より南西へ約800m
  - 寺田町駅より北東へ約800m
- 大阪シティバス・近鉄バス「勝山北1丁目」バス停より南へ約200m

## 著名な出身者
- 伊部真 - 参議院議員（第9回通常選挙当選、日本社会党）、全日通労働組合中央執行委員長、全国交通運輸労働組合総連合議長、正五位勲三等
- 鶴田浩二 - 俳優
- 河内家菊水丸 - 河内音頭家元
- 坂田利夫 - お笑い芸人、漫才師
- ぴっかり高木 - お笑い芸人、DB芸人
- 彦摩呂 - 俳優、タレント、グルメレポーター
- 長田融季 - 元漫才師：りあるキッズ
- 西川悟平 - ピアニスト
- たつを - ミュージシャン、タレント、リポーター
- 土生敦弘 - 競輪選手
- 金城基泰 - 元プロ野球投手：広島、南海、巨人
- 米崎薫臣 - 元プロ野球内野手：近鉄、阪神
- 姫野優也 - 元プロ野球投手：北海道日本ハム
- 加藤竜馬 - プロ野球選手：中日ドラゴンズ
- 田原伸吾 - 元社会人野球選手
- 仲尾修一 - バドミントン選手
- 松尾静香 - バドミントン選手
- 永島英明 - ハンドボール選手
- 猪妻正活 - ハンドボール選手
- 森淳 - ハンドボール選手
- 子安貴之 - ハンドボール選手
- 寺内健 - 飛込競技選手
- 泉州山喜裕 - 元大相撲力士

## 著名な教職員・関係者
- 岩田徹 - 硬式野球部元監督